# Jean-Noël Augert
Jean-Noël Augert, francoski alpski smučar, * 17. avgust 1949, Saint-Jean-de-Maurienne, Savoja.
Augert je odraščal v savojskem smučarskem središču La Toussuire. Na tekmah za Svetovni pokal je debitiral v sezoni 1969 in na veleslalomu v švicarskem Adelbodnu dosegel svojo prvo zmago. Kljub temu je bil Augert predvsem specialist za slalom, v katerem je v letih 1969-72 osvojil tri naslove zmagovalca svetovnega pokala, poleg tega je leta 1970 postal prvak v slalomu na Svetovnem prvenstvu v alpskem smučanju v italijanski Val Gardeni. Na zimskih olimpijskih igrah 1972  je bil tako  slalomu kot veleslalomu peti.
Augertova smučarska kariera se je končala nenadno z izključitvijo iz Francoske smučarske ekipe decembra 1973 nekaj mesecev pred Svetovnim prvenstvom v Sankt Moritzu, kjer bi bil eden favoritov v slalomu. Istočasno so bili izključeni iz ekipe tudi Henri Duvillard, Patrick Russel, Roger Rossat-Mignod in sestri Ingrid in Britt Lafforgue.
Leta 1975 se je poročil s Françoise Macchi, dvakratno zmagovalko Svetovnega pokala v veleslalomu. Je stric olimpijskega zmagovalca v slalomu 2002 Jeana Pierra Vidala in njegove sestre Vanesse Vidal.

## Zmage v Svetovnem pokalu

### Skupno
| Sezona | Disciplina |
| ------ | ---------- |
| 1969   | Slalom     |
| 1971   | Slalom     |
| 1972   | Slalom     |

### Posamezne tekme
| Datum             | Prizorišče        | Tekma      |
| ----------------- | ----------------- | ---------- |
| 6. januar 1969    | Adelboden         | veleslalom |
| 8. februar 1969   | Åre               | veleslalom |
| 22. marec 1969    | Waterville Valley | slalom     |
| 21. december 1969 | Lienz             | slalom     |
| 6. januar 1971    | Berchtesgaden     | slalom     |
| 24. januar 1971   | Kitzbühel         | slalom     |
| 30. januar 1971   | Megève            | slalom     |
| 7. februar 1971   | Mürren            | slalom     |
| 14. marec 1971    | Åre               | slalom     |
| 16. januar 1972   | Kitzbühel         | slalom     |
| 23. januar 1972   | Wengen            | slalom     |
| 28. januar 1973   | Kitzbühel         | slalom     |
| 15. marec 1973    | Naeba             | slalom     |
| 23. marec 1973    | Heavenly Valley   | slalom     |